# Pterygodium acutifolium
Pterygodium acutifolium är en orkidéart som beskrevs av John Lindley. Pterygodium acutifolium ingår i släktet Pterygodium och familjen orkidéer. Inga underarter finns listade i Catalogue of Life.